# Kinesiske tal
Det arabiske talsystem bruges også i Kina, men de kinesiske tal er kinesiske skrifttegn, der bruges, som når man på dansk skriver fire i stedet for 4. De bruges også på dokumenter af økonomisk betydning, som vi i Danmark skriver tohundredefemtifem kroner på en check. 
Der bruges i Kina to forskellige slags skrifttegn. Nogle simple tegn til almindelige tekster og nogle mere komplekse tegn til økonomiske dokumenter (må ikke forveksles med forenklet kinesisk skrift og traditionel kinesisk skrift, se kinesisk skrift). De komplekse tegn er sværere at rette, så beløb ikke kan ændres i et dokument. Tegnene bruges både i Folkerepublikken Kina og i Taiwan.

## Talord
Her er en oversigt over tallene fra nul til ni.
S betyder forenklet skrift, T betyder traditionel skrift.
| Pinyin | Økonomisk         | Normal | Værdi | Bemærkning                                                                                         |
| ------ | ----------------- | ------ | ----- | -------------------------------------------------------------------------------------------------- |
| líng   | 零                | 〇     | 0     | 〇 er en uformel måde at skrive nul, men 零 bruges oftere specielt i skoler.                       |
| yī     | 壹                | 一     | 1     | også 弌 (bruges ikke mere) og også 么(T) eller 幺(S) yāo når det er del af et telefonnummer.       |
| èr     | 貳(T) eller 贰(S) | 二     | 2     | også 弍 (bruges ikke mere) og også 兩(T) eller 两(S) liǎng når det står foran et kinesisk måleord. |
| sān    | 叄(T) eller 叁(S) | 三     | 3     | også 弎 (bruges ikke mere) også 參(T) eller 参(S) sān.                                             |
| sì     | 肆                | 四     | 4     | |
| wǔ     | 伍                | 五     | 5     | |
| liù    | 陸                | 六     | 6     | |
| qī     | 柒                | 七     | 7     | |
| bā     | 捌                | 八     | 8     | |
| jiǔ    | 玖                | 九     | 9     | |

## Taldannelse
Tal dannes ved anvendelse af et multiplikations- og et additionsprincip. 

### Eksempler
- Flercifrede tal konstrueres ved anvendelse af et multiplikationsprincip; det første ciffer (fra 1 til 9), derefter position (såsom 10, 100, 1.000 eller 10.000) og så det næste ciffer og dettes position:

20: 二十 (2 × 10); 30: 三十 (3 × 10); 40: 四十 (4 × 10); 200: 二百 eller 兩百 (2 × 100); 4000: 四千 (4 × 1000); 60.000: 六萬 (6 × 10.000)
- Ved tal mellem 10 og 19 udelades det foranstillede ettal:

11﹕十一 (10 + 1)﹔ 12﹕ 十二 (10 + 2); 19: 十九 (10 + 9) osv.
- "Skæve" tal (hvorved ikke forstås decimaltal) konstrueres som multiplikation kombineret med addition:

6.797.111: 六百七十九萬七千一百一十一: 6 × 100 + 7 × 10 + 9 × 10.000 + 5 × 1.000 + 1 × 100 + 1 × 10 + 1 97.375: 九萬七千三百七十五: 9 × 10.000 + 7 × 1.000 + 3 × 100 + 7 × 10 + 5
111:  一百一十一 : 1 × 100 + 1 × 10 + 1

## Måleord og ordenstal
Når man angiver et tal foran et substantiv (navneord) på kinesisk, angives tallet altid sammen med et såkaldt måleord. Det kan sammenlignes lidt med, at man på dansk siger "et par bukser". Måleordet, der placeres mellem tallet og det substantiv, som tallet refererer til, bruges til at angive gruppen af substantivet. Til forskellige substantiver hører særlige måleord. 
Et meget gængs måleord, der f.eks. benyttes foran "menneske/person" (人; pinyin: rén) er tegnet 個 (traditionelt kinesisk) eller 个 (forenklet kinesisk) og skrives med pinyin: gè. "Fem personer" skrives således: 五個人 / 五个人 wǔgèrén.
Ordenstal angives ved brug af det kinesiske skrifttegn 第 (pinyin: dì). "Den femte person" skrives således på kinesisk: 第五個人 / 第五个人 (pinyin: dìwǔgèrén).
- Wikimedia Commons har flere filer relateret til Kinesiske tal

| Matematik | Spire Denne artikel om matematik er en spire som bør udbygges. Du er velkommen til at hjælpe Wikipedia ved at udvide den. |